# Евангелисмос (дем Бешичко езеро)
Евангелисмос или Караджа (на гръцки: Ευαγγελισμός, до 1928 Καρατζά, Карадза) е село в Гърция, част от дем Бешичко езеро (Волви) в област Централна Македония с 631 жители (2001).

## География
Евангелисмос е разположено близо до източния бряг на Лъгадинското езеро.

## История
В XIX век Караджа е турско село в Лъгадинска каза на Османската империя. След Междусъюзническата война в 1913 година Караджа попада в Гърция. През 20-те години турското население на селото се изселва и на негово място са настанени гърци бежанци. Според преброяването от 1928 година Караджа е чисто бежанско село със 73 бежански семейства, с 270 души.
В 1928 година селото е прекръстено на Евангелисмос.

## Личности
Родени в Евангелисмос
- Агатонас Яковидис (р. 1955), гръцки певец